# Loup (poisson)
Pour les articles homonymes, voir Loup (homonymie) et Loup de mer.
Taxons concernés
Dans la famille des Anarhichadidae :
- Le genre Anarhichas

Dans la famille des Moronidae :
- Dans le genre Dicentrarchus
  - Dicentrarchus labrax
  - Dicentrarchus punctatus

Divers :
- l'espèce Alopias vulpinusmodifier

Loup est un nom vernaculaire ambigu désignant en français certains poissons prédateurs marins. Parmi ceux-ci, plusieurs appartiennent au genre Anarhichas. Mais certains « bars », comme le Bar commun (Dicentrarchus labrax) et le Bar tacheté (Dicentrarchus punctatus), sont appelés « loups » dans la région méditerranéenne.

## Physiologie, comportement et écologie
Voir les articles détaillés pour plus d'informations sur leur description ou leur mode de vie.

## Espèces appelées «loup»
Note : certaines espèces peuvent avoir plusieurs noms.
- Loup - Bar commun (Dicentrarchus labrax[1]) et Bar moucheté (Dicentrarchus punctatus)
- Loup de l'Atlantique - voir plus bas Poisson-loup[1]
- Loup de Bering - Anarhichas orientalis[1]
- Loup gélatineux - Anarhichas denticulatus[1]
- Loup marin  - voir plus bas Poisson-loup[1]
- Loup de mer  - Anarhichas lupus (voir plus bas Poisson-Loup) et parfois le Bar commun (Dicentrarchus labrax[1]) et un requin renard (Alopias vulpinus[1])
- Loup de mer bleu - voir plus haut Loup gélatineux[1]
- Loup tacheté - Anarhichas minor[1]
- Loup à tête large - voir plus haut Loup gélatineux[1]
- Poisson-loup  - Anarhichas lupus et Anarhichas denticulatus[1]

Certains brochets sont aussi appelés « loups ».

## Appellation commerciale
La plupart des « filets de loup » vendus congelés sont faits de Anarhichas lupus.